# Cao'e Jiang
Cao'e Jiang är ett vattendrag i Kina. Det ligger i provinsen Zhejiang, i den östra delen av landet, omkring 48 kilometer öster om provinshuvudstaden Hangzhou.
Genomsnittlig årsnederbörd är 1 912 millimeter. Den regnigaste månaden är juni, med i genomsnitt 316 mm nederbörd, och den torraste är november, med 74 mm nederbörd.